# Шведский мост
Шве́дский мост — мост в городе Ломоносове Петродворцового района Санкт-Петербурга. По нему улица Рубакина пересекает реку Карасту.
Мост был построен в 1907 году неустановленным архитектором. Он однопролетный.
В 2001 году он был признан выявленным объектом культурного наследия.
Название Шведский мост получил 10 декабря 2009 года по Шведской улице. Ранее Шведской улицей был участок нынешней улицы Рубакина от реки Карасты до Первомайской улицы.